# خراب الشحم
خراب الشحم
سيرة لحضارات عريقة...
تقع منطقة خراب الشحم في محافظة درعا ب سوريا على الضفة الشرقية لوادي الزيدي، الذي ينبع من المنحدرات الغربية والجنوبية لجبل العرب على ارتفاع 1500 م عن سطح البحر. ويعتبر الرافد الرئيسي لنهر اليرموك اعتباراً من قرية زيزون في سوريا.
تحدها من الغرب بلدة تل شهاب السورية وبلدة الطرة الأردنية، ومن الشرق قرية اليادودة، بينما تمتد الأراضي الزراعية دون حدود من كلا الجهتين الشمالية والجنوبية.
اسمها القديم غير معروف ولم يتم التعرف على أصول اسمها الحالي، تضم بلدة خراب الشحم حوالي ثلاثة آلاف نسمة يعملون بالزراعة والرعي ولاسيما أن أغلبهم من البدو الرحل الذين تحولوا للاستقرار بناءً على المقومات المغرية لهذه المنطقة.
من خصوبة تربة إلى توافر مياه إلى وجود مراع كثيرة. وهذه المقومات تمتلكها المنطقة منذ آلاف السنين الأمر الذي جعلها موطنا للاستقرار المبكر.
وقد عانت هذه القرية من ويلات القصف من النظام فنجد فيها الكثير الكثير من المنازل المهدمة والمتضررة بسبب القصف العشوائي على المدنين وقد قدمت القرية عشرات الشهداء وعشرات المعتقلين ومن أبرز الشهداء القائد العسكري موسى الشنوان.
تحتوي منطقة خراب الشحم على الكثير من الكهوف والمغارات الطبيعية والأثرية التي تعود لمختلف العصور التاريخية، حصلت فيها تنقيبات أثرية عام 2004 نتج عنها اكتشاف أوان فخارية ومسلات برونزية وأدوات صوانية في غاية الأهمية تم عرضها في متحف درعا الوطني.
‌وتهتم هذه القرية بالتعليم والتعليم العالي اذ نجد فيها شهادات عليا وأهمها الطب اذ نجد فيها عددا من الاطباء والمهندسين وعددا كبيرا من الشهادات الجامعية الأخرى وهناك عدد من طلابها يدرسون في ارقى مدرسة ثانوية في المحافظة وهي ثانوية المتفوقين في درعا.
وكذلك يوجد عدد كبير من المغتربين في دول الخليج وأوروبا ولبنان وأستراليا
.